# Könnycsatorna
A könnycsatorna az emberi test azon szerve, amely a szemüregben felgyülemlett könnyet vezeti el.
Szemünk többszörösen védett szervünk. A szemgolyók csontokkal határolt mélyedésben, a zsírszövettel bélelt szemüregben, vagy szemgödörben. A szem elülső felszínét és a szemhéj belső felületét folytonos és átlátszó hártya; a kötőhártya borítja. Ez védi, tisztítja – könnyben fürdeti – a szem elülső felszínét. A könny a szemüregek külső sarkában található könnymirigyekben termelődik; és a szemüregek belső sarkából vezetődik el. Ha valamilyen szennyeződés kerül a szembe, a könnymirigyek több könnyet termelnek, kimosva így a szennyező anyagot.

## A könnytermelés szerepe
A könnytermelés állandó folyamat. A könny és a kötőhártya-váladék vegyi összetételénél fogva baktériumölő hatású, így a szem védelménél fontos szerepe van. A könnyet a könnymirigy termeli. Nagyrészt vízből és az abban oldott szerves (enzimeket is tartalmaz) és szervetlen anyagokból áll. Összetételénél fogva a szemnek állandó védelmet biztosít.

## A könny „útja”
A könnymirigyek által termelt könny az alsó és felső szemhéjszélek belső zugában látható könnypontokon át a két könnycsövecskébe jut, ezek összeérve a kb. 10 mm hosszú, 4 mm széles könnyzacskóba torkolnak. A könnyzacskó a belső szemzugban, az orr külső részén helyezkedik el. A könnyzacskó gyűjti össze a könnyet, és részt vesz annak továbbításában is; ugyanis az alsó része fokozatosan elkeskenyedik, és az alsó orrkagyló mögött az orrban végződik. Ha ez a vezeték elzáródik, a könnyzacskóban pangásnak induló könny, gyulladáshoz vezet, és a tömlő kitágul. Ha a belső szemzug alatti tájékot megnyomjuk, a könnypontokon keresztül genny ürül. A gennyes gyulladás sürgős orvosi ellátást igényel, mivel a felfelé szivárgó genny a szemgolyót károsíthatja.

## A könnykészülék
A könnykészülék a könnyet termelő mirigyekből, és az elvezető rendszerből áll. A könnyet a szemüreg oldalsó-elülső részén fekvő mirigy (glandula lacrimalis) termeli. A mirigy kivezető csövén keresztül a váladék a szemgolyó elülső felületére jut, ahol a sótartalmú folyadék végigfolyik (a pislogás elősegíti a könny elkenését a szaruhártyán), majd a belső szemzugban található könnytóba gyűlik össze. Innen a könnycsatornákon keresztül a könnyzacskóba, majd az orr-könnyvezetéken keresztül az orrüreg alsó járatába jut.
Kóros körülmények között a könny mennyisége felszaporodik:
1. A könnymirigy több könnyet termel. 
2. A könny normális elvezetése akadályozott.
3. A könny túltermelődése kísérője lehet bizonyos szélsőséges hangulati állapotoknak (pl. sírás), vagy különböző izgató gázok (könnyfakasztó gázok, bombák) és a szembe jutott idegentestek.
A kóros könnyezés oka lehet: 
- a könny normális levezető útjai veleszületett hibás fejlődése
- szűkülete
- gyulladásos-heges elzáródása

## A sírás
Ha a könny nem tud a könnypontokon át a könnycsövecskébe eljutni, mert azok beszűkültek vagy az orr felé való jutásuk elzáródtak, akkor megindul a könnyezés, és a termelt könny az orrhátra és az arcra csordul.

## A szemszárazság
A termelt könny mennyisége kevés, az ember a szemében égő érzést érez és egyben „száraznak érzi”. A „műkönny” alkalmazása segítséget nyújthat.

## A könnyszervek és könnyutak betegségei
- A könnycsatorna veleszületett elzáródása: a könnyutak röviddel a születés előtt válnak átjárhatóvá, ezért születéskor gyakran előfordul, hogy a könnytömlő orri szájadéka még nem nyílt ki. Az esetek többségében spontán megnyílik; de elzáródás esetén állandó a könnycsorgás, az itt pangó könny fertőződhet, könnytömlőgyulladás (dacryocys-titis) alakul ki, és a gennyes váladék a szaruhártyát fertőzve szaruhártya-fekélyt okozhat. Kezelése orvosi feladat. A kezelésnél a szemész elvégzi a szondázást: Anel-fecskendővel a könnyonton, könnycsatornán át a könnytömlőbe hatol, a szonda végével megnyitja a kis hártyaszerű membránt, mely a könny pangását okozta. Van, amikor antibiotikus átfecskendezéssel kombinálják a szondázást.
- A krónikus könnytömlőgyulladás flegmonés formába is átmehet, és beszűrődés után a bőrön áttörhet. Párakötéssel, helyi és általános antibiotikumos kezeléssel gyógyítják.
- A könnyet termelő könnymirigy fertőző betegségek esetén megduzzad, a szemhéj paragrafus alakú lesz.